# Nokia Ghosthunters 2013
Questa voce raccoglie le informazioni riguardanti i Nokia Ghosthunters nelle competizioni ufficiali della stagione 2013.

## Prima squadra

### I-divisioona 2013

#### Stagione regolare
| Oulu 19 maggio 2013, ore 14:00 Anticipo 2ª giornata | Oulu Northern Lights | 25 – 23 (12-7 13-10 0-0 0-6) referto | Nokia Ghosthunters | Castrenin urheilukeskus (213 spett.)\| Arbitro: \| Rajakangas \| |
| Arbitro:                                            | Rajakangas           |                                      |                    |                                                                  |

| Turku 26 maggio 2013, ore 19:00 1ª giornata | Turku Trojans | 22 – 16 (d.t.s.) (8-10 0-0 0-6 8-0 6-0) referto | Nokia Ghosthunters | Turun Urheilupuiston yläkenttä (495 spett.)\| Arbitro: \| T. Jansen \| |
| Arbitro:                                    | T. Jansen     |                                                 |                    |                                                                        |

| Nokia 8 giugno 2013, ore 17:00 Anticipo 7ª giornata | Nokia Ghosthunters | 20 – 18 (0-12 10-0 7-0 3-6) referto | Oulu Northern Lights | Keskusurheilukenttä (100 spett.) |

| Nokia 15 giugno 2013, ore 15:00 3ª giornata | Nokia Ghosthunters | 83 – 0 (20-0 34-0 22-0 7-0) referto | Sipoo Bulldogs | Keskusurheilukenttä (100 spett.) |

| Nokia 29 giugno 2013, ore 15:00 4ª giornata | Nokia Ghosthunters | 42 – 27 (14-6 14-7 7-7 7-7) referto | Tampere Saints | Keskusurheilukenttä (175 spett.) |

| Hyvinkää 7 luglio 2013, ore 14:00 5ª giornata | Hyvinkää Falcons | 16 – 44 (7-6 7-6 7-6 0-13) referto | Nokia Ghosthunters | Kankurin Liikuntapuisto (318 spett.)\| Arbitro: \| K. Kivimaa \| |
| Arbitro:                                      | K. Kivimaa       |                                    |                    |                                                                  |

| Nokia 13 luglio 2013, ore 15:00 6ª giornata | Nokia Ghosthunters | 13 – 40 (7-8 0-18 0-0 6-14) referto | Turku Trojans | Keskusurheilukenttä (125 spett.) |

| Sipoo 27 luglio 2013, ore 14:00 8ª giornata | Sipoo Bulldogs | 0 – 55 (0-21 0-7 0-20 0-7) referto | Nokia Ghosthunters | Söderkullan urheilukenttä (17 spett.)\| Arbitro: \| V. Lamminsalo \| |
| Arbitro:                                    | V. Lamminsalo  |                                    |                    |                                                                      |

| Tampere 3 agosto 2013, ore 16:00 9ª giornata | Tampere Saints | 35 – 26 (7-13 21-0 0-0 7-13) referto | Nokia Ghosthunters | Pyynikin urheilukenttä (275 spett.)\| Arbitro: \| M. Enonkoski \| |
| Arbitro:                                     | M. Enonkoski   |                                      |                    |                                                                   |

| Nokia 10 agosto 2013, ore 15:00 10ª giornata | Nokia Ghosthunters | 19 – 0 (12-0 0-0 0-0 7-0) referto | Hyvinkää Falcons | Keskusurheilukenttä (150 spett.) |

#### Playoff
| Oulu 18 agosto 2013, ore 16:00 Semifinale | Oulu Northern Lights | 38 – 34 (13-7 3-14 14-7 8-6) referto | Nokia Ghosthunters | Castrenin urheilukeskus (377 spett.)\| Arbitro: \| H. Nikula \| |
| Arbitro:                                  | H. Nikula            |                                      |                    |                                                                 |

### Statistiche di squadra
| Competizione      | %Vittorie | In casa | In casa | In casa | In casa | In casa | In casa | In trasferta | In trasferta | In trasferta | In trasferta | In trasferta | In trasferta | Totale | Totale | Totale | Totale | Totale | Totale |
| Competizione      | %Vittorie | G       | V       | N       | P       | Pf      | Ps      | G            | V            | N            | P            | Pf           | Ps           | G      | V      | N      | P      | Pf     | Ps     |
| ----------------- | --------- | ------- | ------- | ------- | ------- | ------- | ------- | ------------ | ------------ | ------------ | ------------ | ------------ | ------------ | ------ | ------ | ------ | ------ | ------ | ------ |
| Stagione regolare | .600      | 5       | 4       | 0       | 1       | 177     | 85      | 5            | 2            | 0            | 3            | 164          | 98           | 10     | 6      | 0      | 4      | 341    | 183    |
| Playoff           | .000      | 0       | 0       | 0       | 0       | 0       | 0       | 1            | 0            | 0            | 1            | 34           | 38           | 1      | 0      | 0      | 1      | 34     | 38     |
| Totale            | .545      | 5       | 4       | 0       | 1       | 177     | 85      | 6            | 2            | 0            | 4            | 198          | 136          | 11     | 6      | 0      | 5      | 375    | 221    |

### Statistiche personali

#### Marcatori
| Giocatore       | Ruolo | TD rush | TD recv | TD int | TD p.ret | TD k.ret | TD oth | Xp1  | Xp2 | FG | Saf | Totale |
| --------------- | ----- | ------- | ------- | ------ | -------- | -------- | ------ | ---- | --- | -- | --- | ------ |
| J. Williams     |       | 9       | 3       | 0      | 1        | 0        | 0      | 0    | 0   | 0  | 0   | 78     |
| H. Holopainen   |       | 0       | 10      | 0      | 0        | 0        | 0      | 0    | 0   | 0  | 0   | 60     |
| K. Luode        |       | 0       | 0       | 0      | 0        | 0        | 0      | 34+4 | 0   | 5  | 0   | 53     |
| O.-P. Leskinen  |       | 0       | 6+2     | 0      | 0        | 0        | 0      | 0    | 0   | 0  | 0   | 48     |
| VP. Jaakonsaari |       | 3+3     | 1       | 0      | 0        | 0        | 0      | 0    | 0   | 0  | 0   | 42     |
| L. Siitonen     |       | 4       | 0       | 0      | 0        | 0        | 0      | 0    | 0   | 0  | 0   | 24     |
| M. Sinikallio   |       | 0       | 3       | 0      | 0        | 0        | 0      | 0    | 0   | 0  | 0   | 18     |
| J. Toiminen     |       | 2       | 1       | 0      | 0        | 0        | 0      | 0    | 0   | 0  | 0   | 18     |
| Moisio          |       | 2       | 0       | 0      | 0        | 0        | 0      | 2    | 0   | 0  | 0   | 14     |
| J. Salonen      |       | 1       | 0       | 0      | 0        | 0        | 1      | 0    | 0   | 0  | 0   | 12     |
| J. Kaihlanen    |       | 1       | 0       | 0      | 0        | 0        | 0      | 0    | 1   | 0  | 0   | 8      |

#### Passer rating
| Giocatore   | G    | Att    | Comp   | Int  | Yds      | TD   | NFL   | NCAA   |
| ----------- | ---- | ------ | ------ | ---- | -------- | ---- | ----- | ------ |
| L. Siitonen | 10+1 | 251+33 | 148+21 | 12+2 | 2001+226 | 24+2 | 94,32 | 145,73 |

## Seconda squadra

### III-divisioona 2013

#### Stagione regolare
| Iisalmi 30 marzo 2013, ore 18:30 1ª giornata | Joensuu Wolves | 18 – 20 | Nokia Hunters | Iisalmen jalkapallohalli |

| Iisalmi 30 marzo 2013, ore 21:00 1ª giornata | Nokia Hunters | 32 – 6 | Milky City Farmers | Iisalmen jalkapallohalli |

| Nokia 8 giugno 2013, ore 13:00 2ª giornata | Malmi Blaze | 2 – 12 | Nokia Hunters |  |

| Nokia 8 giugno 2013, ore 16:45 2ª giornata | Nokia Hunters | 14 – 28 | Vaasa Vikings |  |

#### Playoff
| Korsholm 29 giugno 2013, ore 12:15 Semifinale | Nokia Hunters | – | Joensuu Wolves | Botniahallin ulkokeinonurmi |

### Statistiche di squadra
| Competizione      | %Vittorie | In casa | In casa | In casa | In casa | In casa | In casa | In trasferta | In trasferta | In trasferta | In trasferta | In trasferta | In trasferta | Totale | Totale | Totale | Totale | Totale | Totale |
| Competizione      | %Vittorie | G       | V       | N       | P       | Pf      | Ps      | G            | V            | N            | P            | Pf           | Ps           | G      | V      | N      | P      | Pf     | Ps     |
| ----------------- | --------- | ------- | ------- | ------- | ------- | ------- | ------- | ------------ | ------------ | ------------ | ------------ | ------------ | ------------ | ------ | ------ | ------ | ------ | ------ | ------ |
| Stagione regolare | .750      | 2       | 1       | 0       | 1       | 46      | 34      | 2            | 2            | 0            | 0            | 32           | 20           | 4      | 3      | 0      | 1      | 78     | 54     |
| Playoff           | ?         | ?       | ?       | ?       | ?       | ?       | ?       | ?            | ?            | ?            | ?            | ?            | ?            | ?      | ?      | ?      | ?      | ?      | ?      |
| Totale            | .750      | 2       | 1       | 0       | 1       | 46      | 34      | 2            | 2            | 0            | 0            | 32           | 20           | 4      | 3      | 0      | 1      | 78     | 54     |